# Баланци
Баланци  (на македонска литературна норма: Баланци; на албански: Ballanci) е село в Северна Македония, в Община Вапа (Център Жупа).

## География
Селото е разположено в областта Жупа в северозападните склонове на планината Стогово.

## История
В XIX век Баланци е село в Дебърска каза на Османската империя. В „Етнография на вилаетите Адрианопол, Монастир и Салоника“, издадена в Константинопол в 1878 година и отразяваща статистиката на населението от 1873, Баланци е посочено като село с 28 домакинства, като жителите му са 42 помаци и 35 българи.
Според статистиката на Васил Кънчов („Македония. Етнография и статистика“) в 1900 Горно и Долно Баланци има 295 жители арнаути мохамедани. Според него
| „ | Въ Жупа, ако и да има сега само едно село арнаутско, българското население постояно напуща тоя край, защото е притѣснено отъ турцитѣ и торбешитѣ. Отъ Горно и Долно Елевци 25 кѫщи сѫ прѣселени въ Скопие, други въ Битоля и въ скоро врѣме българското население ще изчезне. Българи е имало до прѣди 30—35 год. и въ арнаутското село Баланци и въ турското Коджоджикъ, но сѫ всички избѣгали. | “ |

На Етнографската карта на Битолския вилает на Картографския институт в София от 1901 година Баланца е чисто помашко (българомохамеданско) село в Дебърската каза на Дебърския санджак с 60 къщи.
Според преброяването от 2002 година селото има 432 жители.
| Националност | Всичко |
| македонци    | 9      |
| албанци      | 422    |
| турци        | 0      |
| роми         | 0      |
| власи        | 0      |
| сърби        | 0      |
| бошняци      | 0      |
| други        | 1      |